# Emil Törnblom
Gustaf Emil Törnblom, född 29 november 1878 i Kila församling i Södermanlands län, död 5 maj 1948 i Karlskoga, var en järnarbetare.
Han var politiker och ledamot av riksdagens andra kammare för socialdemokraterna 1912–1914.